# NTR National Award
NTR National Award – nagroda filmowa przyznawana corocznie przez rząd stanu Andhra Pradesh osobom zasłużonym dla indyjskich przemysłów filmowych.
Została ustanowiona w 1996. Upamiętnia polityka, aktora, reżysera i producenta filmowego N.T. Ramę Rao, znanego jako NTR. Wręczana jest razem ze, związanymi z Tollywood, nagrodami Nandi Awards. Jej zdobywca każdorazowo otrzymuje gratyfikację w wysokości 500 tys. INR. Wśród laureatów można znaleźć między innymi Sharadę, B. Saroję Devi, Rajkumara czy Amitabha Bachchana.